# Horatio Alger
Horatio Alger, Jr., född 13 januari 1832 i Chelsea i Massachusetts, död 18 juli 1899 i Natick i Massachusetts, var en amerikansk författare. Alger är mest känd för sina ungdomsböcker om fattiga pojkar som genom hårt arbete, beslutsamhet, mod och ärlighet skapar sig ett respektabelt medelklassliv. Hans berättelser var på sin tid mycket inflytelserika.
Han föddes i Chelsea som son till en pastor i unitaristkyrkan. Han antogs till Harvard 1848 där han var en framstående student, och kring samma tid fick han sina första verk publicerade i lokala tidningar. Efter studierna hade han ett antal olika jobb, bland annat som lärare, och fortsatte sitt skrivande. Hans första bok, en novellsamling, utkom 1856. 1864 publicerades hans första roman som följetong i New York Weekly och samma år utkom hans första pojkbok Frank's Campaign. I december det året blev han pastor för First Unitarian Church and Society i Brewster, Massachusetts. 1866 misstänktes Alger för sexuella snedsteg med pojkar i församlingen, lämnade sitt pastorsuppdrag och tankar på en kyrklig karriär och flyttade till New York.
I New York publicerade han två romaner och, med större framgång, berättelser i Student and Schoolmate samt sin tredje pojkbok. I New York ägnade han sig även åt att hjälpa hemlösa barn. 1867 publicerades Ragged Dick som följetong i Student and Schoolmate. Berättelsen om en fattig skoputsares avancemang till medelklassliv var en stor framgång och publicerades som roman 1868. Hans framtida böcker kom att vara mestadels variationer av samma tema. Mot slutet av hans liv minskade hans böcker i popularitet och hans hälsa försämrades. Han flyttade mot slutet av sitt liv till sin syster i Natick i Massachusetts där han dog 1899. Hans böcker fick dock en viss popularitet igen kring 1920-talet men har därefter åter tappat i popularitet.
Organisationen Horatio Alger Association of Distinguished Americans delar sedan 1947 årligen ut priset Horatio Alger Award.